# Отвъд веригите на илюзиите
Отвъд веригите на илюзиите: Моята среща с Маркс и Фройд (на английски: Beyond the Chains of Illusion: my encounter with Marx and Freud) е книга от 1962 г. на немския психоаналитик Ерих Фром.
За първи път е издадена на български език през 2002 г. от издателство „Захарий Стоянов“. През 2008 г. е издадена отново заедно с „Душевно здравото общество“ и „Човекът за самия себе си“ като част от Том I на събраните съчинения на Ерих Фром.
В тази книга Фром сравнява идеите на двама от мислителите повлияли му най-много, а именно Зигмунд Фройд и Карл Маркс. В нея авторът показва достойнствата на теориите на двамата мислители, както и техните недостатъци. Книгата започва с кратка автобиографична част, където автора описва кои събития от живота му са повлияли на неговия по-късен интерес към Маркс и Фройд.

## Книгата
- Ерих Фром, Отвъд веригите на илюзиите, издателство „Захарий Стоянов“, 2002, ISBN 954-739-179-8
- Ерих Фром, Душевно здравото общество. Човекът за самия себе си. Отвъд веригите на илюзиите, Том I, издателство „Захарий Стоянов“, 2008, ISBN 978-954-739-996-9